# Belmonte del Sannio
Belmonte del Sannio ist ein Dorf mit 626 Einwohnern (Stand 31. Dezember 2023) in der süditalienischen Region Molise. Belmonte liegt in der Provinz Isernia im Gebiet Alto Molise. Im östlichsten Teil der Region gelegen, ist Belmonte der letzte Ort vor der direkt angrenzenden Region Abruzzen.

## Geographie

Lage der Gemeinde in der Provinz Isernia

Das Terrain um Belmonte herum ist sehr bergig und steinig. Die Gründung des Dorfes ist schwer zurückzuverfolgen, weshalb Belmonte erst Mitte des 16. Jahrhunderts in den Geschichtsbüchern auftaucht, als sich der Baron Santobuono mit seiner Familie in den versteckten Ort aus Angst vor Plünderern zurückgezogen hatte. Er errichtete seinen Palazzo baronale auf dem höchsten Punkt des Ortes. Noch heute thront der Palazzo über der Piazza Risorgimento im Zentrum des Dorfes. Er besitzt 39 Zimmer und einen 12 Meter langen Saal für verschiedene Anlässe.

## Ortsteile
Belmonte ist in mehrere Fraktionen (Ortsteile) aufgeteilt:
- Castellana-Baroni
- Santa Maria la Noce
- Padule Piane, Carcamo
- Serra Carpini
- Colle S. Angelo
- Portelle, Selvotta
- Pine di Nibbio
- Difesa
- Difesa Cordari.

Mit all diesen Vororten kommt Belmonte auf 862 Einwohner.

## Sehenswürdigkeiten
Das Dorf hat auch eine Reihe an Sehenswürdigkeiten zu bieten. Zu nennen wären dabei die zwei Kirchen S. Salvatore und S. Rocco, eine Gedenktafel für die Gefallenen des Zweiten Weltkriegs, ein Beobachtungsturm der Langobarden sowie ein Denkmal des Heiligen Padre Pio wie auch eine antike Kalksteingrabstätte des Kriegers Pakis Uviis.
Die Gegend um Belmonte zählt zu den trüffelreichsten Regionen Süditaliens. In den Sommermonaten ist der Ort Treffpunkt vieler Trüffeltouristen aus aller Welt, die zudem die idyllische Ruhe und die italienische Gastfreundschaft des Ortes schätzen.